# David Oppenheimer (Unternehmer)

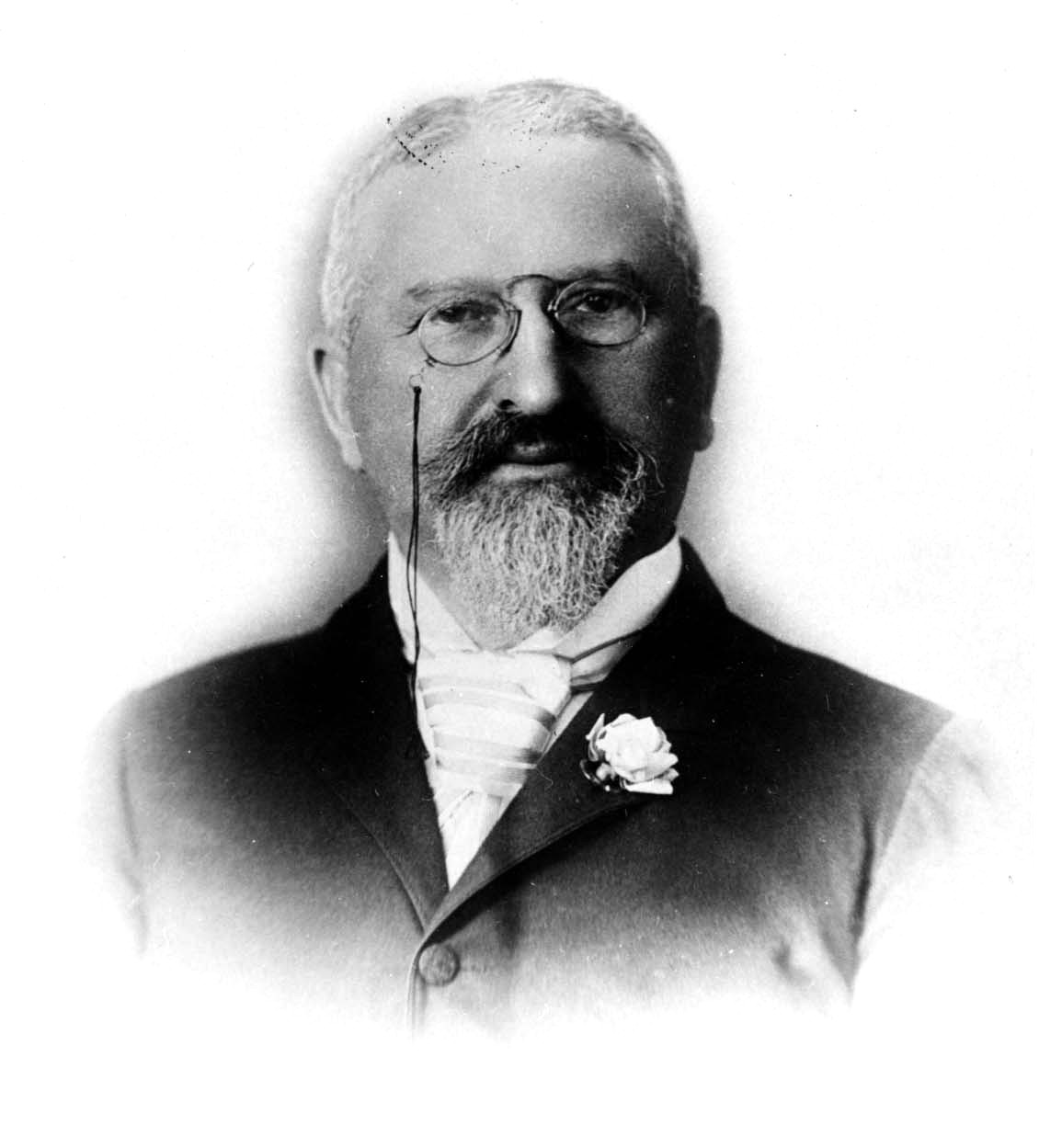
David Oppenheimer

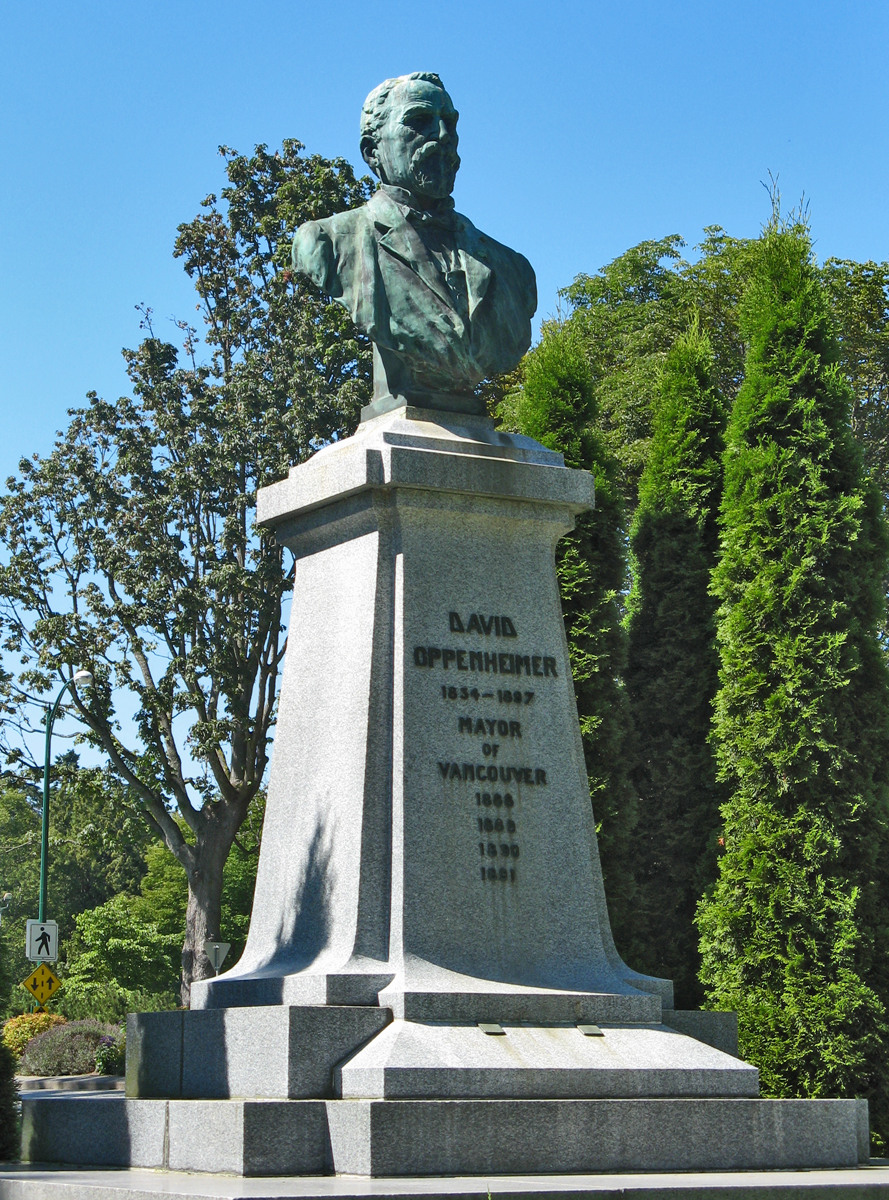
Statue Oppenheimers am Eingang zum Stanley Park

David Oppenheimer (* 1. Januar 1834 in Blieskastel; † 31. Dezember 1897 in Vancouver) war ein deutsch-kanadischer Geschäftsmann und Politiker. Von 1888 bis 1891 war er der zweite Bürgermeister von Vancouver.
Der aus einer jüdischen Kaufmannsfamilie stammende Oppenheimer wanderte 1848 mit fast allen zehn Geschwistern in die Vereinigten Staaten aus. Die Oppenheimers ließen sich zunächst in New Orleans nieder, wo David Buchhaltung lernte und in einem Warenhaus arbeitete. Ab 1851 war er in Kalifornien als Händler, Grundstücksmakler und Gastwirt tätig und zog wahrscheinlich 1858 weiter nach Victoria auf Vancouver Island, wo sein Bruder Charles ein Handelsunternehmen gegründet hatte.
Als wegen des Fraser-Canyon-Goldrauschs und des Cariboo-Goldrauschs immer mehr Menschen nach British Columbia strömten, errichteten die Brüder weitere Läden im Landesinneren, um die Goldsucher und Siedler zu versorgen. In den 1870er Jahren war die Ortschaft Yale Sitz des Unternehmens, das auch im Grundstückshandel tätig war. David Oppenheimer war ein wichtiger Geschäftspartner der Canadian Pacific Railway, die in den 1880er Jahren eine transkontinentale Eisenbahnstrecke durch die Berge baute. 1885 wurde der Unternehmenssitz zur zukünftigen Endstation verlegt, einem kleinen Dorf namens Granville (das heutige Vancouver). Die Gebrüder eröffneten 1887 den ersten Gemüsegroßhandel der Stadt.
David Oppenheimer war in der Lokalpolitik aktiv und wurde im Dezember 1887 zum Bürgermeister gewählt. Während seiner Amtszeit, die bis 1891 dauerte, baute er die Wasserversorgung aus, förderte die Ansiedlung von Industriebetrieben und schenkte der Stadt zahlreiche von seiner Familie erworbene Grundstücke, um darauf Schulen und Parkanlagen zu errichten. Oppenheimer war Gastgeber des Generalgouverneurs, als dieser am 27. September 1888 den Stanley Park offiziell eröffnete. Darüber hinaus gründete er die Vancouver Electric Railway and Light Company, die die ersten Straßenbahnlinien errichtete und elektrischen Strom produzierte.
Ende Dezember 1891 trat Oppenheimer von seinem Amt zurück und widmete sich seinen geschäftlichen Aktivitäten. Diese führten beinahe zu seinem finanziellen Ruin. Die Vancouver Electric Railway and Light Company wurde 1893 unter Zwangsverwaltung gestellt und ein Jahr später verkauft. Aus dem Unternehmen entwickelten sich die British Columbia Electric Railway und später BC Hydro. Der Gemüsegroßhandel blieb in Familienbesitz und existiert unter dem Namen The Oppenheimer Group noch heute.
Am 27. Mai 1971 ehrte die kanadische Regierung Oppenheimer für seinen Einfluss auf die Entwicklung von Vancouver dadurch, dass sie ihn zu einer „Person von nationaler historischer Bedeutung“ erklärte.